# Geneviève Prigent
Geneviève Denise Charlotte Prigent (detta Gege; Saint-Brieuc, 4 dicembre 1919 – Lannion, 26 gennaio 1990) è stata un'ortottista e ambientalista francese, oltre che moglie di Michele I del Montenegro.

## Biografia

### Istruzione e vita coniugale
Geneviève nacque a Saint-Brieuc nel 1919, al n. 38 di boulevard Amiral Charner, quarta dei cinque figli del chirurgo François-Marie Prigent (1883-1947) e di Blanche Bitte (1883-1958). Nel 1924 la famiglia prese residenza al n. 18 di rue de la Gare e Geneviève frequentò l'École Jeanne d'Arc. Poco prima dello scoppio della seconda guerra mondiale, intraprese a Rennes gli studi di medicina.
In un viaggio in treno tra Rennes e Saint-Brieuc conobbe Michele I del Montenegro, che sposò il 27 gennaio 1941, all'età 21 anni. In seguito la coppia venne presa in ostaggio dalla Germania nazista, che voleva porre Michele a capo di un "nuovo" Regno del Montenegro (di fatto però solo uno Stato fantoccio). Rifiutandosi di collaborare, la loro prigionia continuò prima di poter tornare in Francia.
Si stabilirono a Neuilly-sur-Seine e poi in Bretagna, impegnandosi in questo periodo nella attività della resistenza. A guerra conclusa, Geneviève seguì il marito che si trasferì a Belgrado per motivi di lavoro. Divenne presidentessa della Croce Rossa jugoslava, ma non apprezzando gli eccessi del regime di Tito tornarono in Francia nel 1948. Giunsero al divorzio l'11 aprile (o forse l'11 agosto) del 1949.

### Carriera
Ripresi gli studi di medicina, divenne a Parigi una dei primi medici a praticare la professione di ortottista in Francia. Collaborò in particolare con l'oftalmologo Jean Lavat e contribuì alla promozione dell'ortottica nel trattamento dello strabismo.
Dal 1972 ebbe lo studio a Trébeurden e si dedicò alla difesa dell'ambiente in quanto presidentessa della Fédération des Associations de Protection de la Nature (FAPEN). In particolare si oppose ai progetti immobiliari che interessarono le zone costiere e si mosse per preservare la baia di Keryvon e il sito della cappella di Penvern.
Ricoprì il ruolo di delegata bretone alla Lega francese per la difesa dei diritti dell'uomo e del cittadino e fondò le associazioni Bevañ e Trébeurden. Negli anni '70 e '80 si batté contro l'estrazione della sabbia dalla baia di Lannion e, nei suoi ultimi anni di vita, contro la costruzione del porto di Trébeurden, anche se invano.

### Morte
Mori infatti a causa di una malattia nel 1990 a Lannion, pochi giorni prima che iniziassero i lavori di costruzione del porto. Venne tumulata nella tomba di famiglia, all'interno del cimitero della città.

## Commemorazione
- A Geneviève e al dottor Jean Lavat è intitolato il premio Lavat-Prigent.[5]
- Nel 2009 le venne intitolata Rue Geneviève Prigent a Lannion.[6][7]

## Discendenza
Geneviève Prigent e Michele I del Montenegro ebbero un figlio:
- Nicola (1944), con la moglie Francine Navarro ebbe due figli.

## Titoli e trattamento
- 27 gennaio 1941 - 11 aprile/11 agosto 1949: Principessa Geneviève del Montenegro[1]

## Ascendenza
|                        |             |                     | Genitori           |  |  | Nonni |  |  | Bisnonni         |  |  | Trisnonni        |  |
|                        |             |                     |                    |  |  |       |  |  | François Prigent |  |  | François Prigent |  |
|                        |             |                     |                    |  |  |       |  |  | François Prigent |  |  | François Prigent |  |
|                        |             | Françoise Carriou   |                    |  |  |       |  |  | François Prigent |  |  |                  |  |
| Georges Prigent        |             |                     |                    |  |  |       |  |  | François Prigent |  |  |                  |  |
|                        |             | Anne Pichon         | René Pichon        |  |  |       |  |  |                  |  |  |                  |  |
|                        |             | Anne Pichon         | René Pichon        |  |  |       |  |  |                  |  |  |                  |  |
|                        |             | Anne Pichon         | Françoise le Corre |  |  |       |  |  |                  |  |  |                  |  |
| François-Marie Prigent |             | Anne Pichon         |                    |  |  |       |  |  |                  |  |  |                  |  |
|                        |             | Jean-Marie Kergus   | François Kergus    |  |  |       |  |  |                  |  |  |                  |  |
|                        |             | Jean-Marie Kergus   | François Kergus    |  |  |       |  |  |                  |  |  |                  |  |
|                        |             | Jean-Marie Kergus   | Marie le Tensorer  |  |  |       |  |  |                  |  |  |                  |  |
| Marie-Françoise Kergus |             | Jean-Marie Kergus   |                    |  |  |       |  |  |                  |  |  |                  |  |
|                        |             | Marie-Jeanne Guegen | Guillaume Guegen   |  |  |       |  |  |                  |  |  |                  |  |
|                        |             | Marie-Jeanne Guegen | Guillaume Guegen   |  |  |       |  |  |                  |  |  |                  |  |
|                        |             | Marie-Jeanne Guegen | Marie-Jeanne Prat  |  |  |       |  |  |                  |  |  |                  |  |
| Geneviève Prigent      |             | Marie-Jeanne Guegen |                    |  |  |       |  |  |                  |  |  |                  |  |
|                        | Simon Bitte | Pierre Bitte        |                    |  |  |       |  |  |                  |  |  |                  |  |
|                        | Simon Bitte | Pierre Bitte        |                    |  |  |       |  |  |                  |  |  |                  |  |
|                        | Simon Bitte | Barbe Lenfant       |                    |  |  |       |  |  |                  |  |  |                  |  |
| Émile Bitte            | Simon Bitte |                     |                    |  |  |       |  |  |                  |  |  |                  |  |
|                        |             | Jeanne Jacquat      | Jean Jacquat       |  |  |       |  |  |                  |  |  |                  |  |
|                        |             | Jeanne Jacquat      | Jean Jacquat       |  |  |       |  |  |                  |  |  |                  |  |
|                        |             | Jeanne Jacquat      | Anne-Marie Rapp    |  |  |       |  |  |                  |  |  |                  |  |
| Blanche Bitte          |             | Jeanne Jacquat      |                    |  |  |       |  |  |                  |  |  |                  |  |
|                        |             | Jean-Pierre Renner  | Jean-Adam Renner   |  |  |       |  |  |                  |  |  |                  |  |
|                        |             | Jean-Pierre Renner  | Jean-Adam Renner   |  |  |       |  |  |                  |  |  |                  |  |
|                        |             | Jean-Pierre Renner  | Catherine Bayon    |  |  |       |  |  |                  |  |  |                  |  |
| Marie-Anne Renner      |             | Jean-Pierre Renner  |                    |  |  |       |  |  |                  |  |  |                  |  |
|                        |             | Marie-Anne Roche    | Jean Roche         |  |  |       |  |  |                  |  |  |                  |  |
|                        |             | Marie-Anne Roche    | Jean Roche         |  |  |       |  |  |                  |  |  |                  |  |
|                        |             | Marie-Anne Roche    | Catherine Dietrich |  |  |       |  |  |                  |  |  |                  |  |
|                        |             | Marie-Anne Roche    |                    |  |  |       |  |  |                  |  |  |                  |  |